# Композиция из цветов

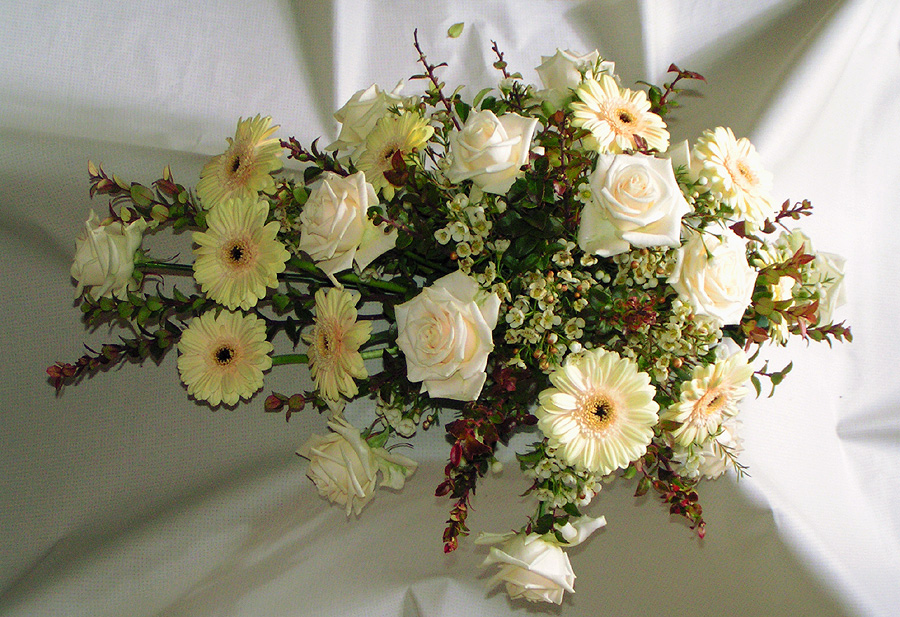
Композиция из цветов

Композиция из цветов, или Цветочная композиция, — определённая флористическая техника компоновки цветов на специальной губке. В качестве основы используют корзину, пластиковую подложку или плоские стеклянные вазы. Нередко используются дополнительные декоративные элементы.
Во всем мире известно более 200 тыс. различных сортов цветов. Они помогают выражать чувства и эмоции, а цветочные композиции стали неотъемлемой частью нашей повседневной жизни.Цветочные композиции часто используют для оформления интерьера помещения.

## Стили композиций
Современные флористы используют 4 разных стиля композиций.
Вегетативный стиль.
Считается самым сложным, так как все композиции в этом стиле максимально приближены к природному образу. Флорист смотрит на морфологию каждого растения отдельно: сортирует виды по цвету, форме и объемам. Оформляются букеты с использованием мха, ягод, сухоцветов, веток, коряг и декоративных камней.
Несколько точек роста, точное расположение стеблей и естественная приглушенная цветовая гамма – основные критерии вегетативного стиля. Эксперты не советуют соединять в одной композиции цветы из разных сезонов, так как это считается дурным тоном и безвкусицей. Ключевой образ вегетативного стиля – массивная охапка полевых цветов. 
Работая в данном направлении, искусные флористы черпают вдохновение из окружающей среды, определенного времени года или ступенчатой физиологии растений. Самый известный флористический прием в вегетативном стиле называется «одна точка роста». Все растения и цветы в композиции собираются в одной точке, например, в вазе. Линии роста цветов не должны пересекаться друг с другом. Исключение составляют лишь маленькие низкорослые сорта.
Декоративный стиль.
Разрешается использовать все самые смелые сочетания. Главная задача флориста, работающего в декоративном стиле, создать единую концепцию букета из разных видов растений. Каждый бутон не теряет своей индивидуальности, но отлично вписывается в общую картинку. 
Приветствуется контраст в цветах, симметрия и асимметрия, использование синтетического материала. Пластиковые фрукты, ленты, яркая оберточная бумага - чем больше фактурных отделочных материалов, тем лучше. 
Свадебные флористы часто пользуются приемами декоративного стиля, так как его особенности идеально подходят для оформления торжеств и праздников.
Линейный стиль.
Самым четким флористическим стилем по праву считается линейный. Флористы придерживаются главного правила: минимум материала - максимум естественных форм. 
Все акценты в композициях делаются на создании четких линий. Предпочтение отдается сортам с длинными или изогнутыми стеблями. Все материалы в линейной композиции, как правило, располагаются ассиметрично и подчеркивают экстравагантность выбранных растений.
Массивный стиль.
Массивный стиль или стиль «форма» отличается от предыдущих четким представлением конечной композиции. Флористы в своей работе часто используют объемные каркасы или специальные плетеные основы для пышного букета. 
Все детали максимально плотно связаны друг с другом, поэтому в центре композиции не остается свободного места. Нет точек фокусировки, плавные переходы между элементами, постепенное изменение линий, плавные переходы от большого к малому. Однотонные цветы сливается воедино, а разноцветные создают единое пестрое полотно.